# 孫新吾
孫新吾（？—？），清朝政治人物。山東嶧縣人。
孫新吾為舉人出身。乾隆四十三年（1778年）三月，署任湖南永順府龍山縣知縣。